# Bjala (distrikt)
Bjala (bulgariska: Бяла) är ett distrikt i Bulgarien.   Det ligger i kommunen Obsjtina Sliven och regionen Sliven, i den centrala delen av landet, 230 kilometer öster om huvudstaden Sofia.
I omgivningarna runt Bjala växer i huvudsak lövfällande lövskog. Runt Bjala är det ganska tätbefolkat, med 96 invånare per kvadratkilometer.